# Куковицька сільська рада
Куко́вицька сільська́ ра́да — адміністративно-територіальна одиниця та орган місцевого самоврядування в Менському районі Чернігівської області. Адміністративний центр — село Куковичі.

## Загальні відомості
Куковицька сільська рада утворена у 1918 році.
- Територія ради: 33,48 км²
- Населення ради: 1 287 осіб (станом на 2001 рік)

## Населені пункти
Сільській раді були підпорядковані населені пункти:
- с. Куковичі
- с-ще Куковицьке
- с. Загорівка
- с. Овчарівка

## Склад ради
Рада складалася з 16 депутатів та голови.
- Голова ради: Чичкан Віталій Миколайович
- Секретар ради: Горова Ольга Петрівна

### Керівний склад попередніх скликань
| Прізвище, ім'я, по батькові  | Основні відомості                                                                                    | Дата обрання | Дата звільнення |
| ---------------------------- | --- | ------------ | --------------- |
| Соломко Анатолій Віталійович | Сільський голова, 1953 року народження, член Народної партії                                         | 26.03.2006   | 11.06.2010      |
| Чичкан Віталій Миколайович   | Сільський голова, 1959 року народження, освіта середня спеціальна, член Комуністичної партії України | 31.10.2010   |                 |

Примітка: таблиця складена за даними сайту Верховної Ради України

### Депутати
За результатами місцевих виборів 2010 року депутатами ради стали:

#### За суб'єктами висування
| Суб'єкт висування                 | Кількість обраних депутатів | %    |
| --------------------------------- | --------------------------- | ---- |
| Самовисування                     | 10                          | 62,5 |
| Партія регіонів                   | 4                           | 25   |
| Народна партія                    | 1                           | 6,3  |
| Політична партія «Сильна Україна» | 1                           | 6,3  |

#### За округами
| № округу                          | Прізвище, ім'я, по батькові       | Дата визнання обраним | Освіта  | Партійна приналежність                        | Відомості про обраного депутата                         |
| --------------------------------- | --------------------------------- | --------------------- | ------- | --------------------------------------------- | ------------------------------------------------------- |
| Народна Партія                    |                                   |                       |         |                                               |                                                         |
| 1                                 | Сидоренко Марина Олександрівна    | 03.11.2010            | вища    | позапартійна                                  | відділення Пенсійний фонду України, начальник відділу   |
| Партія регіонів                   |                                   |                       |         |                                               |                                                         |
| 4                                 | Морозов Анатолій Єгорович         | 03.11.2010            | середня | позапартійний                                 | СК «Куковицький», ветлікар                              |
| 6                                 | Лавська Світлана Миколаївна       | 03.11.2010            | середня | член Партії регіонів                          | Куковицький фельдшерсько-акушерський пункт, завідувачка |
| 15                                | Горова Ольга Петрівна             | 03.11.2010            | середня | позапартійна                                  | Куковицька сільська рада, секретар                      |
| 16                                | Кобець Анатолій Миколайович       | 03.11.2010            | вища    | позапартійний                                 | СК «Куковицький», завдільницею № 2                      |
| Політична партія «Сильна Україна» |                                   |                       |         |                                               |                                                         |
| 11                                | Нужняк Сергій Миколайович         | 03.11.2010            | вища    | член Політичної партії «Сильна Україна»       | СК «Куковицький», головний агроном                      |
| Самовисування                     |                                   |                       |         |                                               |                                                         |
| 2                                 | Сидоренко Сергій Миколайович      | 03.11.2010            | вища    | позапартійний                                 | Куковицька загальноосвітня школа, вчитель               |
| 3                                 | Сидорченко Оксана Володимирівна   | 03.11.2010            | середня | член Всеукраїнського об'єднання «Батьківщина» | СК «Куковицький», прийо- мщик молока                    |
| 5                                 | Завадський Анатолій Олександрович | 03.11.2010            | вища    | позапартійний                                 | СК «Куковицький», енергетик                             |
| 7                                 | Маслов Олег Іванович              | 03.11.2010            | вища    | член Народної партії                          | Куковицька загальноосвітня школа, вчитель               |
| 8                                 | Бурець Анатолій Олександрович     | 03.11.2010            | середня | член Народної партії                          | Куковицька загальноосвітня школа, завгосп               |
| 9                                 | Болва Микола Степанович           | 03.11.2010            | середня | позапартійний                                 | СК «Куковицький», інженер по ТБ                         |
| 10                                | Дубовський Іван Петрович          | 03.11.2010            | середня | позапартійний                                 | СК «Куковицький», бригадир рільничої бригади            |
| 12                                | Скороход Ніна Михайлівна          | 03.11.2010            | середня | позапартійна                                  | СК «Куковицький», секретар правління                    |
| 13                                | Сидоренко Олена Олександрівна     | 03.11.2010            | вища    | член Всеукраїнського об'єднання «Батьківщина» | ФОП «Ющенко О. В.», продавець                           |
| 14                                | Гуза Світлана Володимирівна       | 03.11.2010            | середня | позапартійна                                  | ЦЕЗ № 5, листоноша                                      |